# Psychotria saidoriensis
Psychotria saidoriensis är en måreväxtart som beskrevs av Seymour Hans Sohmer. Psychotria saidoriensis ingår i släktet Psychotria och familjen måreväxter. Inga underarter finns listade i Catalogue of Life.